# Bonaventura Radonić
Bonaventura Radonić (Kotezi, 12. veljače 1888. - Zagreb, 1945.), hrvatski franjevac i filozof ubijen od partizana 1945. godine.

## Životopis
Rodio se u Kotezima 12. veljače 1888. Polazio je klasičnu gimnaziju u Sinju, a kasnije je išao na studij filozofije u Šibeniku. Od 1911. godine studira bogoslovlje u Makarskoj. Novicijat je završio na Visovcu, a 1914. se zaredio za svećenika. 1916. odlazi na studiranje u Innsbruck i Fribourg. Ubrzo postaje gimnazijski profesor u Sinju.
Od 1936. do 1944. godine obnašao je dužnost profesora Franjevačke visoke bogoslovije u Makarskoj. Za vrijeme Prvog svjetskog rata podržavao je Hrvatsku pučku stranku. 1944. bježi pred partizanima i odlazi u Zagreb. Nakon pada NDH povlači se iz Zagreba prema Sloveniji i Austriji. Britanske snage ga vraćaju natrag u Sloveniju te se s grupom franjevaca skriva se u franjevačkom samostanu u Mariboru. Ubrzo je otkriven, pa ga partizani odvode u zatvor u Zagrebu. 9. srpnja 1945. je osuđen na smrt. Nije poznato gdje je ubijen. U leksikonu "Tko je tko u NDH", navodi se kako je po nekima izvorima, fra Bonaventura završio u Jazovci.